# Алексєєв Олександр Васильович
Олександр Васильович Алексє́єв (рос. Александр Васильевич Алексеев; 10 березня 1938, Бельково — 7 жовтня 2020, Санкт-Петербург) — український і російський диригент і педагог, заслужений діяч мистецтв РРФСР з 1978 року, професор з 1992 року. Брат диригента і композитора Юрія Алексєєва.

## Біографія
Народився 10 березня 1938 року в селі Бєльковому (тепер Хвойнинський район Новгородської області, Росія). У 1946 його сім'я переїхала до міста Гатчини Ленінградської області. Впродовж 1953–1957 років навчався на відділенні хорового диригування Музичного училища при Ленінградській консерваторії, з 1957 року — у Ленінградській консерваторії: у 1957–1962 роках по класу професора Костянтина Ольхова на кафедрі хорового диригування; у 1960–1966 роках — по класу професора Едуарда Грікурова на диригентсько-симфонічному факультеті. Одночасно впродовж 1963–1966 років працював диригентом, асистентом головного диригента Державного академічного Малого оперного театру у Ленінграді, диригував оперою Дмитра Шостаковича «Катерина Ізмайлова», що було його дипломною роботою; та у 1964–1968 роках викладав на кафедрі хорового диригування у Ленінградському інституті культури імені Н. К. Крупської.
Протягом 1968–1978 років працював диригентом, у 1978–1982 роках — головним диригентом Ульяновського симфонічного оркестру. Одночасно у 1970–1976 роках викладав диригування в Ульяновському музичному училищі; з листопада 1971 року по вересень 1972 року проходив стажування у Вищій школі музики й виконавського мистецтва у Відні. З 1982 по 1984 рік — диригент-стажист Большого театру у Москві.
З 1984 року — головний диригент симфонічного оркестру Харківської обласної філармонії. Одночасно керував студентським симфонічним оркестром Харківського інституту мистецтв імені І. П. Котляревського: з грудня 1984 року викладав на кафедриі народних інструментів, з 10 вересня 1986 року — старший викладач, з 2 листопада 1987 року — доцент кафедри оркестрових струнних інструментів, з 2 вересня 1991 року по 22 вересня 1992 року — доцент кафедри народних інструментів.
З жовтня 1992 року — професор кафедри оперно-симфонічного диригування Санкт-Петербурзької державної консерваторії імені М. А. Римського-Корсакова, диригент Театру опери і балету при цій консерваторії. У 2000—2010 роках — декан диригентського факультету.
Помер у Санкт-Петербурзі 7 жовтня 2020 року. Похований у Санкт-Петербурзі на Волковському цвинтарі.

## Творчість
За час творчої діяльності співпрацював з музикантами та співаками Олегом Крисою, Богодаром Которовичем, Ґідоном Кремером, Володимиром Співаковим, Арно Бабаджаняном, Андрієм Ешпаєм, Володимиром Крайнєвим, Дмитром Гнатюком, Анатолієм Солов'яненком, Зурабом Соткілавою, з численними хоровими колективами колишнього Радянського Союзу. В Україні співпрацював з Київською капелою «Думка», Київською чоловічою хоровою капелою. Проводив майстер-класи в Санкт-Петербурзі у 1996 році і у Сеулі у 1997—1999 роках.
Його гастролі проходили в Австрії, Болгарії, Чехословаччині, Німеччині, Південній Кореї, Польщі, Румунії, Франції.